# Fältgetingfluga
Fältgetingfluga (Chrysotoxum verralli) är en tvåvingeart som beskrevs av James Edward Collin 1940.
Fältgetingfluga ingår i släktet getingblomflugor och familjen blomflugor. Arten har ej påträffats i Sverige. Inga underarter finns listade i Catalogue of Life.